# Värttinä
Värttinä (En finés signífica huso) es un grupo de música folk finlandesa formado por Sari y Mari Kaasinen en la ciudad de Rääkkylä a principios de 1983. Desde ese momento la banda ha sufrido muchos cambios. Värttinä saltó a la fama en 1991 con su disco Oi Dai.
Actualmente el grupo está formado por tres voces femeninas y seis instrumentos acústicos. Sus vocalistas cantan en el dialecto finés de Carelia y conforme al estilo ancestral de la región, si bien actualizado y con muchos matices de formas contemporáneas diversas. Uno de los últimos proyectos del grupo ha sido la colaboración con A. R. Rahman en la composición del musical de El Señor de los Anillos, que fue estrenado en Toronto el 23 de marzo de 2006.
En agosto de 2005, Värttinä grabó su décimo álbum con el título de Miero en los estudios Finnvox, de Helsinki. Esta grabación salió a la venta el 25 de enero de 2006 en Finlandia, y el 30 de enero en el resto del mundo. En el mismo año, el grupo también lanzó un DVD en directo que incluye la grabación del concierto de 20º aniversario así como nuevo material.
La canción Matalii ja mustii del disco Seleniko se ha convertido en un gran éxito al aparecer en el popular programa infantil Arthur que se retransmite en Estados Unidos.

## Formación actual
- Mari Kaasinen (vocalista)
- Susan Aho (vocalista)
- Karoliina Kantelinen (vocalista)
- Matti Kallio (acordeón)
- Hannu Rantanen (bajo)
- Mikko Hassinen (batería, percussion)

## Discografía
- Värttinä (1987)
- Musta Lindu (1989)
- Oi Dai (1991)
- Seleniko (1992)
- Aitara (1994)
- Kokko (1996)
- Vihma (1998)
- Ilmatar (2000)
- 6.12. (2001)
- Double Life (2002) - 2 CD que contienen todo del 6.12. y canciones de discos de estudio.
- iki (2003)
- Snow Angel (2005) - Incluye canciones en directo y de estudio
- Miero (2006)
- "25" (2007)
- Utu (2012)